# 胺

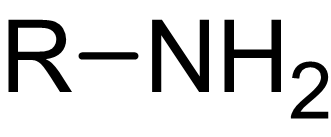
胺 (Amine)

胺或胺类，是氨分子中的一个或多个氢原子被烃基取代后形成的一类有机化合物。胺基（－NH2、－NHR、－NR2）是胺的官能团。如果氮原子连着羰基（C=O），那么该化合物则称为醯胺，其化学性质与胺并不相同。

## 地区词
在中国大陆（即便繁体），“胺”（读作：àn/ㄢˋ）字仅用作化学名後綴，即当氨基（－NR2）是化合物“主要官能团”时，称为某某胺，如：亚硝等；当氨基（－NR2）作为“次要官能团”时，则此官能团名称改用“氨”（读作：ān/ㄢ）字，如：基酸、苯丙酸（其主要官能团为羧基）等。“铵（根）”、“（亚）氨（基）”与“胺”类似“氢氧（根）”、“水/羟（基）”与“醇/酚”的对立。
在港澳台，“胺”（胺与氨均读作：ㄢ/ān）字更为广义地用在任何氨基官能团（如：胺基酸、苯丙胺酸），而“氨”字则仅用于氨气和氨水。“铵（根）”、“氨”与“（亚）胺（基）”类似“氢氧（根）”、“水”与“羟（基）/醇/酚”的对立。
注意：不應将「胺」（-amine/-imine）写成「氨」（ammonia），两者意义与英文名称皆不相同；-imin(o)- 与 -amin(o)-基，则分地区自由选择。

## 胺的分類
胺分子可根据烃基的种类，分为脂肪胺和芳香胺。
此外，胺還可根据氨分子上被取代的氫原子数量，順次分为伯胺（一级胺）、仲胺（二级胺）、叔胺（三级胺）。此外，还有季铵盐（四级铵鹽），可以看成是铵根离子（NH4+）的四个氫都被取代的产物。
| 一级胺 | 二级胺 | 三级胺 | 四级铵盐 |
| 伯胺   | 仲胺   | 叔胺   | 季铵盐   |
| RNH 2  | R 2NH  | R 3N   | R 4N+ X− |
| ------ | ------ | ------ | -------- |
| 一级胺 | 二级胺 | 三级胺 | 四级铵盐 |

## 命名法
胺有幾個命名法。一般地，胺類化合物有「氨基」前綴或「胺」後綴。前綴「N-」表示氮原子被取代。有多個胺基的有機化合物稱為二胺、三胺、四胺等。
一些常見胺類的系統名稱：
| 低級胺類有「胺」後綴。 甲胺 | 高級胺類的胺是官能團，使用「氨基」。IUPAC不建議採用這個慣例，反而建議使用如戊-2-胺的格式。 2-氨基戊烷 （或戊-2-胺) |

## 物理性質
一级胺及二级胺的物理性质主要受氢键影响，然而因為氮與氫陰電性的差別（3.0 − 2.1 = 0.9）並無氫和氧間（3.5 − 2.1 = 1.4）那麼大，所以一般N-H...H氫鍵較不像O-H...H鍵那麼強，故胺的沸点一般较相对的磷烃为高，却低于相对应的醇。
例如，
|        | 乙烷 | 甲胺 | 甲醇 |
| ------ | ---- | ---- | ---- |
| 分子量 | 30   | 31   | 32   |
| 沸點   | -88  | -7   | 65   |

甲胺和乙胺在室温之下为气体，但甲醇和乙醇在室温之下为液体。甲醇與甲胺分子量相近，其沸點差異卻甚大。
幾乎所有胺類皆與水形成氫鍵，所以比同分子量的烴易溶於水，低分子量的胺類與水完全互溶，高分子胺類只適量溶於水。
气体胺带有一种类似氨的气味，液体胺则带有一种容易辨出的鱼腥味。

### 掌性
氮原子连有三个不同基团形如NHRR′与NRR′R″的胺是有手性的，因氮有一对孤对电子，分子呈三角锥形，氮是手性中心。唯其手性翻转能垒相对很低，对于三烷基胺通常只需活化能25-37.6 kJ/mol，两个對映體在室温下就能迅速转化故對映體不能分离。若季铵盐氮所连四个基团不同，则能拆分出旋光异构体。有些环状的胺因位阻不能翻转成對映體也能拆分。

## 合成

### 鹵化物氨解（Ammonolysis of halides）
氨或胺氮上有孤对电子，作为亲核试剂与卤代烷发生亲核取代反应，按SN2机理进行。許多有機鹵化物以氨水溶液或氨溶液處理則變成胺類：
RX + NH3 → RNH3 + X-
RNH3+X- + NH3 → RNH2 + NH4+ + X-
（X為鹵素）

### 用醇制备
胺的主要合成方法是氨的烷基化。工业上使用醇与氨合成有机胺：
ROH + NH3 → RNH2 + H2O
这些反应需要使用催化剂、特制仪器及额外纯化，因为得到的是一、二、三级胺的混合物，需要提高反应的选择性。

### 其它方法
其它胺合成方法见下表：
| 反应名称                    | 原料       | 注释                                             |
| --------------------------- | ---------- | ------------------------------------------------ |
| 盖布瑞尔伯胺合成反应        | 卤代烷     | 试剂：邻苯二甲醯亚胺。制备一级胺的高选择性方法。 |
| 施陶丁格反应                | 叠氮化物   | 也可使用还原剂四氢铝锂。                         |
| 施密特反应                  | 羧酸       |                                                  |
| Aza-Baylis–Hillman反应      | 亚胺       | 烯丙基胺的合成                                   |
| 霍夫曼降解                  | 醯胺       | 只适用于制备一级胺，并且不会有二三级胺副产物。   |
| 霍夫曼消除反应              | 季铵盐     | 强碱处理得季铵碱，再消除                         |
| 醯胺还原                    | 醯胺       | 醯胺被强还原剂如四氢铝锂还原                     |
| 腈催化加氢                  | 腈         |                                                  |
| 硝基化合物的还原            | 硝基化合物 | 还原剂可以是锌，锡，铁，在酸溶液中               |
| 杜勒平反應                  | 卤代烃     | 试剂六亚甲基四胺                                 |
| Buchwald–Hartwig偶联反应    | 卤代芳香烃 | 合成芳胺的重要方法。                             |
| 门秀金反应                  | 叔胺       | 生成季铵盐                                       |
| 胺加成                      | 烯烃与炔烃 |                                                  |
| Hofmann–Löffler–Freytag反应 | N-卤代胺   |                                                  |